# (2312) Doubochine
(2312) Doubochine, désignation internationale (2312) Duboshin, est un astéroïde de la ceinture principale.

## Description
(2312) Doubochine est un astéroïde de la ceinture principale. Il fut découvert par Nikolaï Tchernykh le 1er avril 1976 à Naoutchnyï. Il présente une orbite caractérisée par un demi-grand axe de 3,977 UA, une excentricité de 0,153 et une inclinaison de 5,156° par rapport à l'écliptique.
Il fut nommé en hommage au physicien Guéorgui Nikolaïevitch Doubochine (ru) (1904-1986).

## Compléments